# Peter Wohlleben

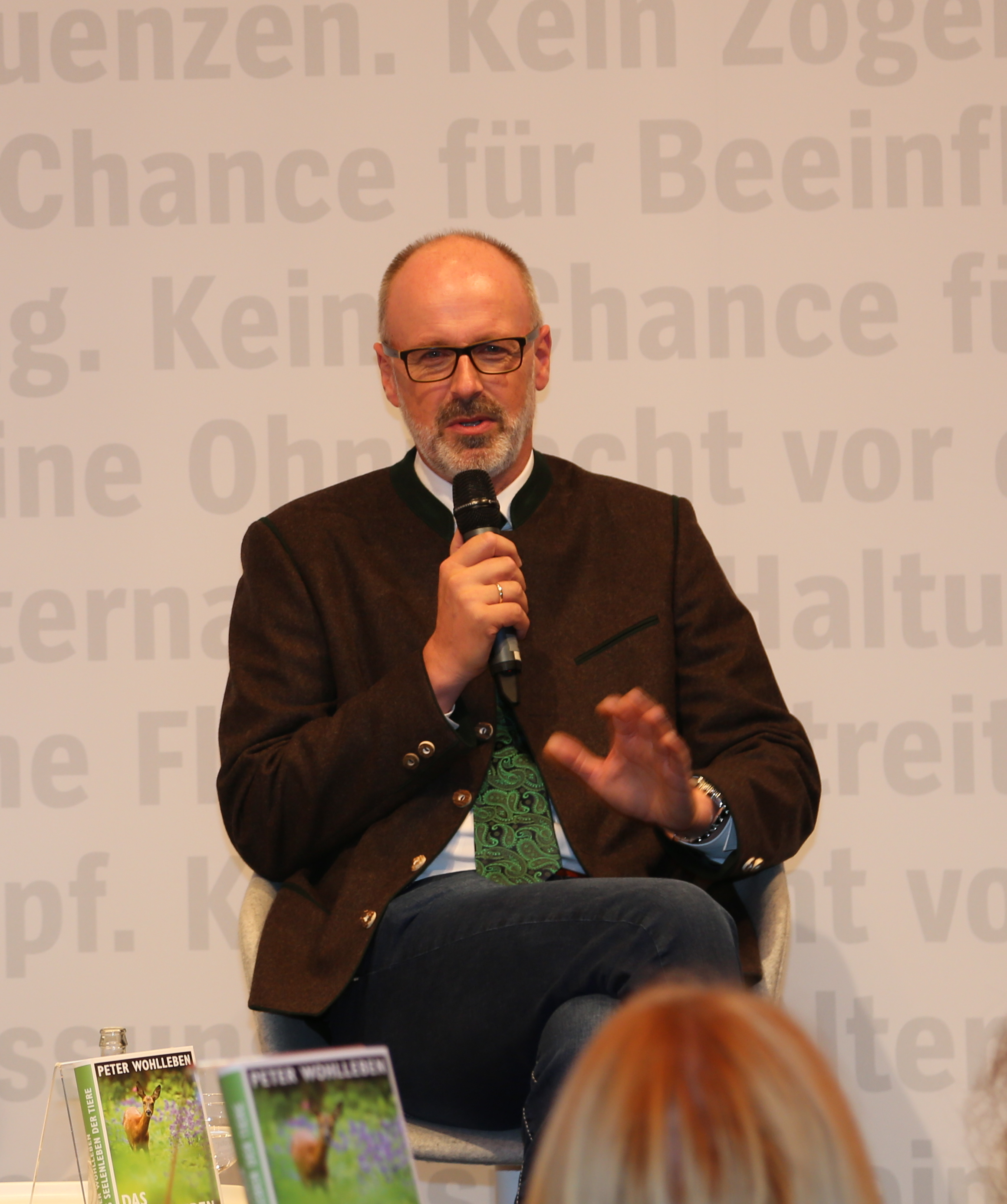
Peter Wohlleben in 2016

Peter Wohlleben (Bonn, 3 juni 1964) is een Duitse boswachter en schrijver. Hij is een uitgesproken pleitbezorger voor een ecologisch en economisch duurzaam bosbeheer. Met zijn in 2015 gepubliceerde bestseller Het verborgen leven van bomen kwam hij wereldwijd in de belangstelling. Net als Stefano Mancuso beweegt Wohlleben zich in het grensgebied tussen wetenschap en filosofie, hetgeen door sommigen als “baanbrekend” wordt ervaren, door anderen als “onwetenschappelijk”. Deze controverse werkt door in de discussie rond plantenrechten.